# Adama Traoré
Adama Traoré Diarra (født 25. januar 1996) er en spansk professionel fodboldspiller, som spiller for Premier League-klubben Fulham og Spaniens landshold.

## Klubkarriere

### FC Barcelona
Traoré kom igennem FC Bacelonas ungdomsakademi, og gjorde sin debut for Barcelona B den 6. oktober 2013. Han debuterede for Barcelonas førstehold den 23. november 2013.

### Aston Villa
Traoré skiftede i august 2015 til Aston Villa.

### Middlesbrough
Efter Aston Villas nedrykning i 2016, skiftede Traoré til Middlesbrough i august af samme år. Traoré havde sin bedste sæson hos Middlesbrough i 2017-18, hvor han blev kåret som klubbens årets spiller.

### Wolverhampton Wanderers
Traoré skiftede i august 2018 til Wolverhampton. Han spillede over de næste år mere end 150 kampe for klubben.

#### Barcelona leje
Traoré skiftede i januar 2022 tilbage til Barcelona på en lejeaftale, med en mulighed for at gøre aftalen permanent. Denne mulighed blev dog ikke taget, og han vendte tilbage til Wolverhampton efter sæsonen.

### Fulham
Traoré skiftede i august 2023 til Fulham på en fri transfer, efter hans kontrakt med Wolverhampton havde udløbet.

## Landsholdskarriere
Traoré er født i Spanien til forældre fra Mali, og kunne dermed vælge at repræsentere begge nationer.

### Ungdomslandshold
Traoré har repræsenteret Spanien på flere ungdomsniveau.

### Seniorlandshold
Der var stor usikkerhed om Traoré ville vælge Spanien eller Mali, og i november 2019 gik der et rygte omkring han havde valgt Mali fordi han var blevet fotograferet i en malisk landsholdstrøje. Traoré endte dog med at vælge Spanien, og han debuterede for Spaniens landshold den 7. oktober 2020.
Han var del af Spaniens trup til EM 2020.

## Titler
Barcelona
- Copa del Rey: 1 (2014-15)

Individuelle
- Årets Hold i Segunda División: 1 (2013-14)
- Fansens Årets Spiller i Middlesbrough: 1 (2017-18)
- Spillernes Årets Spiller i Middlesbrough: 1 (2017-18)
- Årets Unge Spiller i Middlesbrough: 1 (2017-18)